# Agave striata
Espèce
Synonymes
- Agave echinoides Jacobi[1]
- Agave hystrix (Pasq.) Baker[1]
- Agave recurva Zucc.[1]
- Agave striata var. echinoides (Jacobi) Baker[1]
- Bonapartea hystrix Pasq.[1]

Agave striata est une espèce de plantes du genre Agave.

## Liste des sous-espèces
Selon World Checklist of Selected Plant Families (WCSP) (5 avril 2018) :
- sous-espèce Agave striata subsp. falcata (Engelm.) Gentry (1982)
- sous-espèce Agave striata subsp. striata